# Christian Scheuß

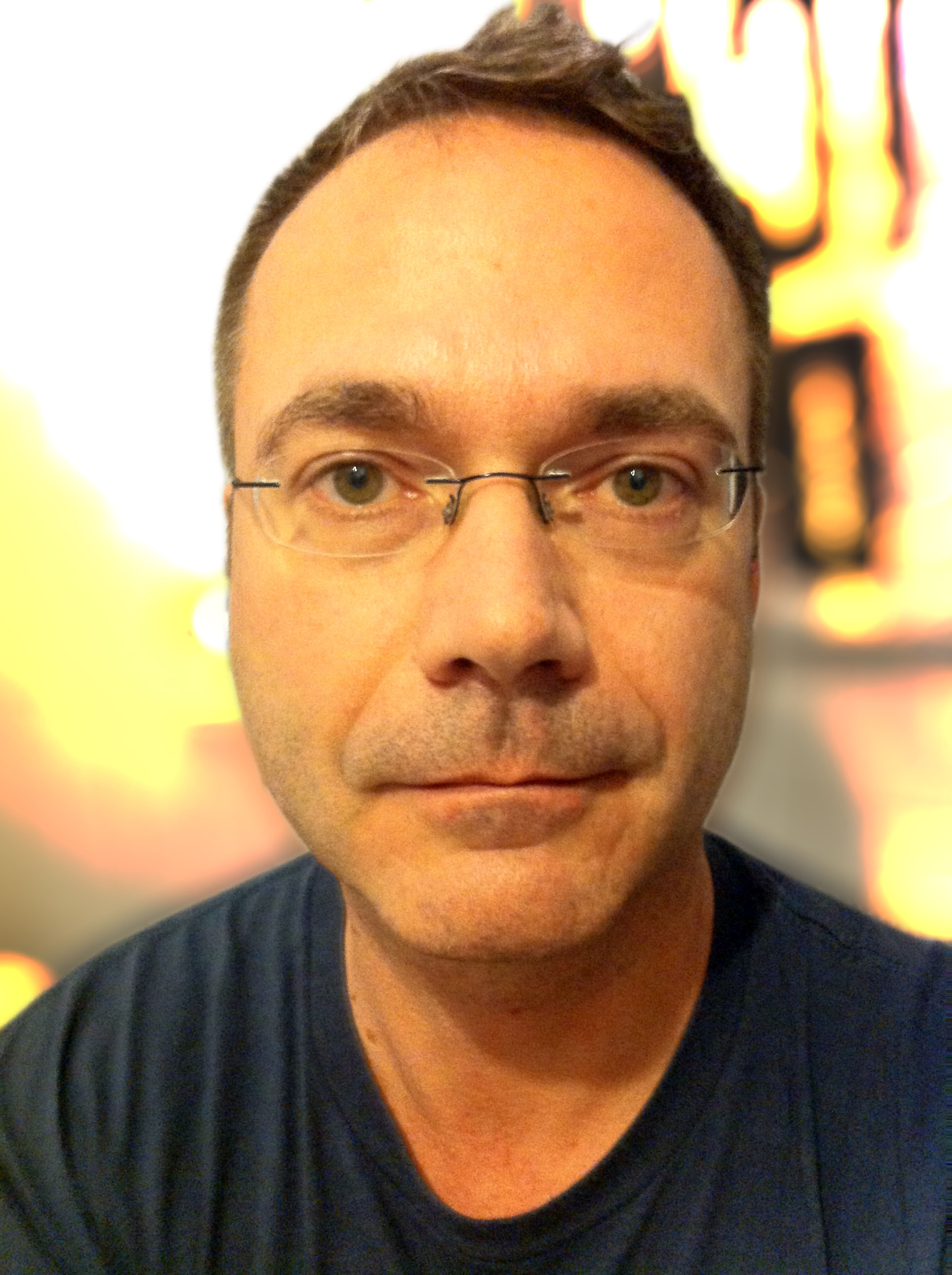
Christian Scheuß (2012)

Christian Scheuß (* 14. Januar 1966 in Bottrop) ist ein deutscher Autor und Journalist.

## Leben
Nach Schulzeit und einer abgeschlossenen Berufsausbildung als Radio- und Fernsehtechniker wurde Scheuß als Journalist tätig. Beim NRW-Lokalsender Radio Emscher Lippe absolvierte er von 1991 bis 1993 ein Volontariat. Er war zwischen 1995 und 2003 Chefredakteur der schwul-lesbischen Zeitschrift Rosa Zone sowie der Zeitung Queer. 2003 gründete er gemeinschaftlich mit Micha Schulze die Medienagentur Queer Communications GmbH in Köln. Als Autor schrieb er mehrere Sachbücher – darunter sieben für den Bruno Gmünder Verlag –, von denen er einige gemeinschaftlich mit seinem Geschäftspartner Micha Schulze schrieb. Scheuß lebt in Köln und arbeitet bei der Kölner AIDS-Hilfe in der Presse- und Öffentlichkeitsarbeit.

## Werke (Auswahl)
- Erotic Bodystyling, Bruno Gmünder Verlag, 1996
- Fremdgehen macht Glücklich – Neue schwule Lebens- und Liebesformen, Schwarzkopf & Schwarzkopf Verlag, 2004
- Gay Online Dating, Bruno Gmünder Verlag, 2005
- Poppers, Himmelstürmer Verlag, 2006
- Das Schwanzbuch, Bruno Gmünder Verlag, 2006
- Alles, was Familie ist, Schwarzkopf & Schwarzkopf Verlag, 2007
- Das Arschbuch, Bruno Gmünder Verlag, 2007
- Das Orgasmusbuch, Bruno Gmünder Verlag, 2007
- Sexparty! Mehr Spaß bei Dreier, Gangbang und Orgien, Himmelstürmer Verlag, 2007
- Toys For Boys, Bruno Gmünder Verlag, 2009
- The Dick Book: Tuning Your Favorite Body Part, Bruno Gmünder Verlag, 2012
- The Ass Book: Staying on Top of Your Bottom, Bruno Gmünder Verlag, 2013